# Trachyandra falcata
Trachyandra falcata là một loài thực vật có hoa trong họ Thích diệp thụ. Loài này được (L.f.) Kunth miêu tả khoa học đầu tiên năm 1843.